# 吉田まほ
吉田 まほ（よしだ まほ、1986年 - ）は、東京生まれのアートディレクター、デザイナーである。

## 概要
同氏は2010年に東京芸術大学美術学部デザイン科を卒業したのち、2012年に東京藝術大学大学院映像研究科アニメーション専攻を修了しており、現在は株式会社NHKアートでアートディレクターとして活動している。
他の作品に『Al Dente Tango』『ねじくれおじさん』などがある。
また、吉田まほが監督・脚本を務め、東京藝術大学大学院の修了制作作品として制作・提出した「ニッポン式就活」を題材とした自主制作アニメ『就活狂想曲』は、2021年2月現在580万回以上の再生回数を誇っており、2012年に日本で開かれた第16回文化庁メディア芸術祭で審査委員会推薦作品となった他、フランスのアヌシー国際アニメーションフェスティバルの学生作品部門、ブラジルのAnima Mundi 2012で学生作品部門選外、ポルトガルのCINANIMA 2012の学生部門などで入選を果たしている。
また、同氏はアニメーション作家の山村浩二が選定した新鋭アニメ作家の作品を紹介する『横浜 wo 発掘 suru vol.4 山村浩二がえらぶ新世代 アニメーションのつくり手たち』でもその作品が紹介されている。

## 携わった作品
- マカロニえんぴつの楽曲『ノンシュガー』[11][12]
- Al Dente Tango
- ねじくれおじさん
- 就活狂想曲
- NHKみんなのうた「デッカイばあちゃん」[13]